# Jitka Zelenohorská
Jitka Zelenohorská (* 11. listopadu 1946 Praha) je česká divadelní, filmová a televizní herečka.

## Život
Jedna z hereckých hvězd české kinematografie 60. a 70. let 20. století. Nejznámější jsou její role ve filmech Ostře sledované vlaky režiséra Jiřího Menzela nebo Ukradená vzducholoď režiséra Karla Zemana. Zahrála si však i ve filmu Skřivánci na niti, Zločin v šantánu a Kdyby tisíc klarinetů. V 70. letech působila jakožto herečka v hereckém souboru Filmového studia Barrandov. V divadlech vystupovala pouze pohostinsky, nejvýznamnějšími byla její hostování v divadle Semafor a v Laterně magice.

## Filmografie (výběr)
- 1964 Kdyby tisíc klarinetů
- 1964 Starci na chmelu
- 1966 Ukradená vzducholoď
- 1966 Kdo chce zabít Jessii?
- 1966 Ostře sledované vlaky
- 1968 Zločin v šantánu
- 1969 Skřivánci na niti
- 1971 Slaměný klobouk

## Televize
- 1971 Silvestrovské kousky Františka Housky (TV komedie) – role: Růžena, dcera hospodského
- 1982 Dynastie Nováků (TV seriál)